# اختطاف دبورا لوجان
اختطاف دبورا لوجان (بالإنجليزية: The Taking of Deborah Logan)‏ هو فيلم رعب أمريكي من إخراج آدم روبيتل سنة 2014، وبطولة كل من جيل لارسون، آن رامزي، وميشيل آنج.

## القصة
يتناول الفيلم قصة شاب يسعى لإنتاج فيلم وثائقي طبي عن مرض الزهايمر، من خلال شخص يدعى دبورا لوجان، ولكن يكتشف خلال الفيلم مجموعة من الخوارق المخيفة التي تؤكد أن لهذا المريض مس شيطاني أكثر من مجرد مرض الزهايمر.

## روابط خارجية
- اختطاف دبورا لوجان على موقع IMDb (الإنجليزية)
- اختطاف دبورا لوجان على موقع روتن توميتوز (الإنجليزية)
- اختطاف دبورا لوجان على موقع نتفليكس (الإنجليزية)
- اختطاف دبورا لوجان على موقع ألو سيني (الفرنسية)
- اختطاف دبورا لوجان على موقع Turner Classic Movies (الإنجليزية)
- اختطاف دبورا لوجان على موقع أول موفي (الإنجليزية)
- اختطاف دبورا لوجان على موقع فيلمافينيتي (الإسبانية)
- اختطاف دبورا لوجان على موقع قاعدة بيانات الأفلام السويدية (السويدية)
- اختطاف دبورا لوجان على موقع قاعدة بيانات الفيلم (الإنجليزية)
- اختطاف دبورا لوجان على موقع ليتربوكسد (الإنجليزية)